# 管理職
管理職（かんりしょく、英語: management job）とは、労働現場において、労働者を指揮監督し、組織の運営に当たる者を指す。
以下では特に断り書きがない限り、日本での事例について述べる。

## 管理職の定義
国家公務員については、国家公務員法第108条の2第3項により管理職員等の定めがあり、具体的には人事院規則17-0（昭和41年7月9日）で管理職員の範囲が定められている。これには、一般の係員が該当する場合もある。なお、「管理職員特別勤務手当」にいう「管理職員」は、規則17-0にいう管理職員とは関係がない。
労働組合法においては、役員、雇入、解雇、昇進または異動に関して権限を持つ監督的地位にある労働者、使用者の労働関係について機密の事項に接する監督的地位にある労働者、労働関係についての計画・方針に関する機密事項に接するために、その職務上の義務・責任が組合員としての誠意・責任に直接抵触する監督的地位にある労働者、その他使用者の利益を代表する者の参加を許す場合は労働組合として認められないことから、管理職は多くの場合、労働組合に加入したり結成する権利がないと解釈される。ただし、一言で「管理職」と称していても、その実態はさまざまであり労働組合員になれるか否かは、実際に即して検討する必要がある。また、非管理職の加入する労働組合への加入することが不可能であっても、管理職のみで組成された労働組合への加入は認められる場合がある。このような管理職の労働組合として、「東京管理職ユニオン」（関東）・「名古屋管理職ユニオン」（中部）「管理職ユニオン関西」などが組織されている。
民間企業および行政職の公務員では「課長」以上がこれに該当し、教育職の公務員では、校長・教頭（教務主任を含む県もある）がこれに該当する。また学校職員では、事務方の代表者である事務長も管理職に該当する。

### 管理職と管理監督者の違い
労働基準法41条2号でいう「監督若しくは管理の地位にある者」（一般的に管理監督者という）には、同法の労働時間、休日に関する規定は適用されないので、同法に定める手続きによらずして時間外労働・休日労働をさせることができ、それに対する割増賃金の支払い義務もなくなる。
この「管理監督者」は本項で解説している「管理職」とは全く異なる概念であり、厚生労働省の通達で「経営者と一体的な立場」「出退勤の自由」「地位にふさわしい待遇」などの条件を満たすものとされている。しかしながら、社内の職制に過ぎない「課長」などの職を「管理監督者」扱いとし、サービス残業をさせることで残業手当の支給を免れる企業が多く、2006年の調査では7割の企業で「出退勤の自由」を持たない課長が残業手当を支給しなかった。後述の「名ばかり管理職」問題を受け、2008年に通達「多店舗展開する小売業、飲食業等の店舗における管理監督者の範囲の適正化について」が出され、小売店舗等における管理監督者の範囲が明確化された。
管理職は残業代が付かないが、残業代が付かない管理職とは「重役出勤ができる裁量が大きい人」のことを指し、タイムカードで時間管理されている人が残業代をもらえないのは違法性が高い。

## 求められる能力
企業、業種、組織形態などによって若干の相違はあるが、管理職に求められる主な能力として、一例を挙げる。
| 役職 | 求められる能力                                                   |
| ---- | ---------------------------------------------------------------- |
| 部長 | ビジョン・政策立案力、戦略的思考、リーダーシップ                 |
| 課長 | 部下の管理・育成能力、リーダーシップ、問題形成・解決能力         |
| 係長 | 業務の遂行能力・知識、コミュニケーション能力、問題形成・解決能力 |

注：調査対象は、調査主体が任意に抽出した2,858社。回答は133社（回収率4.7%）。調査時期は2007年10 - 11月

出典：『企業と人材』2008年1月5日・20日号（産労総合研究所）

## 役職につくまでの年数
新卒者が役職につくまでの年数を、一例として挙げる。
| 役職 | 平均   | 最多階層 （5年区切り） |
| ---- | ------ | ---------------------- |
| 部長 | 24.7年 | 25 - 29年              |
| 課長 | 16.9年 | 15 - 19年              |
| 係長 | 10.5年 | 10 - 14年              |

注：調査対象は、調査主体が任意に抽出した2,858社。回答は133社（回収率4.7%）。調査時期は2007年10 - 11月

出典：『企業と人材』2008年1月5日・20日号（産労総合研究所）

## 「名ばかり管理職」の問題
「管理監督者」とは、上述したとおり「経営に参加するべき（参加できる）役職」の者のことを指し、残業手当の支給が義務づけられていないが、企業の中には、残業手当による人件費の削減を目的に、単なる社内の職制に過ぎない「管理職」を「管理監督者」とみなし、残業手当を支払わないケースがある。このように本来管理監督者にはあたらない職務の者を管理監督者とみなしているという点では、「名ばかり管理職」ではなく「名ばかり管理監督者」がより正確な表現であると考えられるが、「名ばかり管理職」の方が知名度があるため、以下本項では「名ばかり管理職」で表現を統一する。こうした『名ばかり管理職』は、十分な経験を積まないうちに「管理職」に就かされる。サービス残業（長時間労働）、そして労働量に比べれば低い賃金（後述の店長職など）で企業に酷使されるこれらの「名ばかり管理職」には、体調を崩す者も相次いでいる。悪質な例となると、社員全員に肩書きを付けて「管理職扱い」にし、労働基準法の規制を不当に免れる例もある。このような「名ばかり管理職」は、残業手当が支払われないため、給与総額が役職の無い平社員よりも低くなることが多いという特徴があり、それを悪用する企業が後を絶たない状況が続いている。
こうした『名ばかり管理職』の問題は訴訟にも発展している他、社会からの批判も強い。こうした状況の中で、コンビニエンスストア最大手のセブン-イレブン・ジャパンが、従来は管理職として残業手当を支払っていなかった「直営店」の店長に対し、残業手当を支払うことを発表するといった動きが現れた（ただし同時に店長手当の大幅減額によって相殺したため、給与の額はほとんど変わらないとされる）。また青山商事は残業手当支給を開始し、日本マクドナルドも「名ばかり管理職」とされる店長との間で争われた裁判の一審で敗訴した後、店長に残業手当を支給する方針を発表した。しかしながら日本マクドナルドは人件費総額は増やさないとしているため、サービス残業が増えるだけだとの指摘もある。

## 管理職を対象とした研修
管理職を対象とした研修としては、次のものがよく知られている。
- TWI研修
- MTP研修